# Даніель Маґнуссон (керлінгіст)
Даніель Маґнуссон (8 березня 2000 , Карлстад ) — шведський керлінгіст, олімпійський чемпіон, чемпіон  Європи та світу. 